# Dryopteris tsoongii
Dryopteris tsoongii är en träjonväxtart som beskrevs av Ren-Chang Ching. Dryopteris tsoongii ingår i släktet Dryopteris och familjen Dryopteridaceae. Inga underarter finns listade.